# Мацяо (культура)
Мацяо — археологічна культура кінця неоліту і початку бронзової доби, що існувала протягом 1900—1200 років до н. е. Прийшла на зміну культурі Лянчжу. Культура перетинається з історією В'єтнаму.

## Дослідження
1982 року було вперше виявлено біля міста Мацяо. На тепер виявлено обмежену культуість пам'яток цієї культури.

## Характеристика
Культура Мацяо виникла з культури Ерлітоу після культури Луншань на південному заході Чжецзяна. Разом з тим прослідковується поступовий перехід від янчжу до «Постлянчжу» («Передмацяо») до власне Мацяо.
Культура успадкувала невелику кількість культурних факторів Лянчжу, він не займав домінуючого становища в культурі Мацяо. Усі поселення було виявлено на схід від озера Тайху на значній відстані одне від одного. Більше всього поселень розкопано в околицях Шанхаю. Розташовувалися трохи вище рівня рівнини. Інші пам'ятники Мацяо було виявлено в Чашан (повіт Цзіньшань) — на південний схід від Тайху, Туцзе (біля міста Пінху).
На відміну від лянчжу носії культури Мацяо мали свою писемність, яка, на думку дослідників, поділялася на звичайні ієрогліфу та письмо для прикрашання ритуального посуду та вівтарів. Виокремлено 28 груп ієрогліфів, які поділено на 6 типів. Втім писемність використовувалася для дуже коротких й простих текстів.
Причини кризи і занепаду Мацяо до тепер не виявлено. Втім до 1000 до н. е. існувала культура, яку умовно називають «Постмацяо» (розташовано біля південного узбережжя озера Тайху)

### Будівлі
З виявлених поселень найбільш натепер є велике селище «Мацяо». На думку дослідників могло бути пов'язаним з протомістом (його ще не знайдено). Про це свідчить різна якість кераміки: більш досконала (міська), й простіша — селянська, а також відсутність жрецького прихрамового некрополя, що не є характерним. Ймовірно виникло (або продовжувало існувати) на місці поселення культури лянчжу, про що свідчать археологічні розвідки: перші 4 шари з 7 належать Лянчжу, а інші — Мацяо. Будинки були побудовані на палях, 1 або 2-камерні з витягнутим входом.
Не було знайдено нефриту, витворів з тонким різьбленням та слонової кістки.

### Гончарство
Виявлено пласкі чаши для знаті, посуд, виготовлений за допомогою гончарного кола та рання порцеляна. Загалом види посуду Мацяо є вдосконаленими гончарними виробами культури Лянчжу. Виявлено численний посуд з написами, з яких найпоширенішими були горшики з круглим дном на 3 ніжках (виявлено 3 види таких горшиків, що розрізняються формами ніжок).
В сільській місцині для урочистостей використовували посуд з товстими стінками, для знаті (усі з орнаментом у вигляді примітивних рисок, «косички» або «мережеви») — вишукані, майстерно виготовлені кубки з 2 ручками, чаши на середніх та високих й тонких піддонах, асиметричні глечики з 1 широкою ручкою, а також глечики з широкими 3 полими ніжками. Кубки мають деяку схожість з бронзовими кубками періоду Шан
Рання порцеляна виявлена в пам'ятках Учен і Сіньгань (на південь від озера Поянху).

### Інструменти
Основними виробничими знаряддями були кам'яні: тесла різної розміру та форми, різаки, бойові й господарські сокири, серпи, наконечники від стріл різної форми. 
Виявлено не багато інструментів з бронзи — сокири, схожі на кельт; ніж з прямою спинкою; наконечник стріли складної конструкції, що свідчить про високий рівень бронзової металургії в культурі Мацяо.